# Burg Hamamatsu
Die Burg Hamamatsu (japanisch 浜松城, Hamamatsu-jō) befindet sich in der Stadt Hamamatsu, Präfektur Shizuoka. In der Edo-Zeit residierten dort nacheinander zwölf mittelgroße Fudai-Daimyō, zuletzt die Inoue mit einem Einkommen 60.000 Koku.

## Burgherren in der Edo-Zeit
- Horio Tadauji wird versetzt
- Ab 1601 die Matsui mit einem Einkommen von 50.000 Koku.
- Ab 1609 die Mizuno mit 50.000 Koku.
- Ab 1619 die Koriki mit 50.000 Koku.
- Ab 1639 die Ōgyū-Matsudaira mit 50.000 Koku.
- Ab 1644 die Ōta mit 50.000 Koku.
- Ab 1678 die Aoyama mit 50.000 Koku.
- Ab 1702 die Honjō mit 50.000 Koku.
- Ab 1729 die Ōkōchi mit 50.000 Koku.
- Ab 1749 die Honjō mit 50.000 Koku.
- Ab 1758 die Inoue mit 50.000 Koku.
- Ab 1817 wieder die Mizuno mit 50.000 Koku.
- Ab 1845 wieder die Inoue mit 50.000 Koku.

## Geschichte

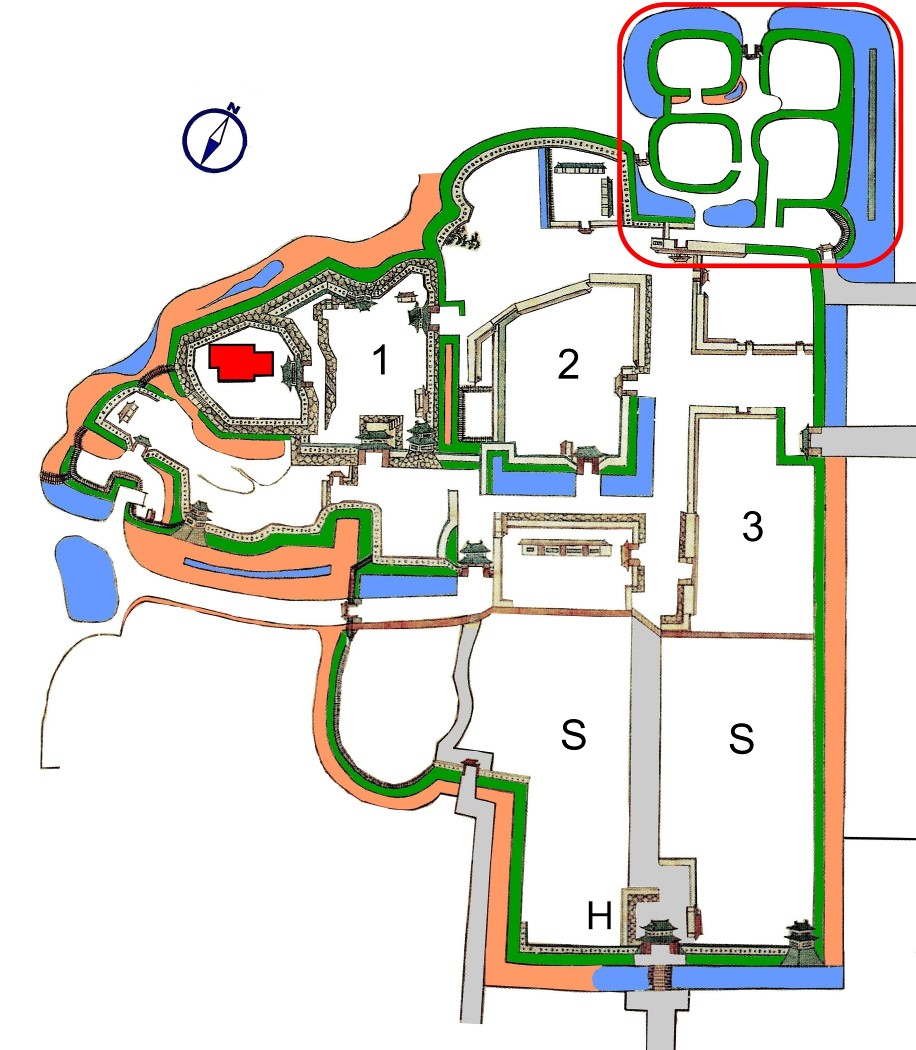
1: Hommaru, Burgturm (Rot) 2: Ni-no-maru 3: San-no-maru S: Höhere Samurai H: Haupttor Rot umrandet: Alte Burg
Grün: Erdwälle Braun: Trockene Gräben Blau: Wassergräben

Als im Jahr 1570 Tokugawa Ieyasu von der Provinz Mikawa aus auch die Provinz Tōtōmi unter seine Herrschaft brachte, errichtete er zum Schutz unter Ausnutzung der alten Befestigung  Hikuma (引馬/引間/曳馬) eine neue Burg und änderte den Namen in Hamamatsu. Von dieser Burg aus unternahm Ieyasu zahlreiche Feldzüge. Als er 1572 in der Schlacht von Mikata-ga-hara von Takeda Shingen geschlagen wurde und fliehen musste, war diese Burg seine Rettung.
Als Ieyasu die Kantō-Provinzen erhielt und dafür seine alten Provinzen aufgeben musste, übernahm einer der Vasallen Toyotomi Hideyoshis, Horio Yoshiharu  (堀尾 吉晴; 1552–1611) die Burg. Dieser baute die Burg in beträchtlichem Maße aus. In der Edo-Zeit residierten dort mittelgroße und kleinere Daimyō, von denen viele als Kanzler des Bakufu tätig waren. Daher wurde die Burg auch „In-die-Welt–hinein-Burg“ (出世城, Shusse-jō) bezeichnet.
Die Burg ist bekannt dafür, dass von hier die Reformen der Tempō-Zeit (天保の改革, Tempō no kaikaku) des Burgherren Mizuno Tadakuni (1794–1851) verfügt wurde, die dann gescheitert sind.

## Die Anlage
Die Burg der Edo-Zeit entstand durch großräumige Erweiterung der alten Burg Hikuma auf 500 m Nord-Süd- und 450 m Ost-West-Ausdehnung. Der Burgturm wurde auf der mit 25 m über dem Meer höchsten Stelle von Horio Yoshiharu (1563–1611) in einem eigenen ummauerten Bereich angelegt. Der Turm scheint allerdings schon zu Beginn der Edo-Zeit verloren gegangen zu sein.
Die Burg umfasste neben den Burgbereichen Hommaru, Ni-ni-maru, San-maru und kleinen Bereichen auch Quartier für die Vasallen, die zwischen dem Haupttor (大手門, Ōte-mon) und den inneren Bereichen angelegt worden waren.
Während das Hommaru von Steinmauern befestigt ist, hatte man sich sonst mit Erdwällen und trockenen bzw. wasserführenden Gräben begnügt. Die Vorgängerburg Hikuma-jō wurde als „Alte Burg“ (古城, Kojō) im Nordosten in die Anlage integriert. Insgesamt zeigt die Burg einen Übergangsstil, neben Steinmauern auch Erdwälle, die teilweise noch durch Palisaden geschützt sind.
Nach 1868 wurde die Burg weitgehend abgerissen, die Gräben wurden zugeschüttet. Erhalten geblieben sind die Basis des Burgturms, die Mauern des Burgturm-Platzes und auch die Mauern des Hommaru. Auf der ungewöhnlich großen Basis des Burgturms wurde 1958 ein Burgturm errichtet, der sich an der allgemein üblichen Bauweise der Zeit orientiert. Ieyasu wird auf dem Burggelände durch ein Standbild geehrt.